# Ринкон Вали (Аризона)
Ринкон Вали (енгл. Rincon Valley) насељено је место без административног статуса у америчкој савезној држави Аризона.

## Демографија
По попису из 2010. године број становника је 5.139.
| Група             | 2000.    | 2010.         |
| Белци             | 0 (0,0%) | 4.106 (79,9%) |
| Афроамериканци    | 0 (0,0%) | 77 (1,5%)     |
| Азијати           | 0 (0,0%) | 80 (1,6%)     |
| Хиспаноамериканци | 0 (0,0%) | 772 (15,0%)   |
| Укупно            | 0        | 5.139         |